# غريس السفلي
  غريس السفلي (بالإنجليزية: GHERIS ES-SOUFLI)‏ هي جماعة قروية تابعة لإقليم الرشيدية ضمن جهة درعة تافيلالت بالمغرب.  بلغ مجموع عدد سكان   غريس السفلي حسب إحصاءات 2004 حوالي 6742  نسمة  يعيشون في  1024 أسرة.

## إحصاء عام
| السنة | عدد السكان | عدد الأسر | عدد الأجانب |
| ----- | ---------- | --------- | ----------- |
| 1994  | 6521       | 935       | °°°°        |
| 2004  | 6742       | 1024      | 0           |